# Claes Christoffer Ekeblad
Claes Christoffer Ekeblad, född 1 juli 1709 i Elbing, död 21 december 1769 på Munstorp i Åsaka socken, Skaraborgs län, var en svensk greve och militär. Han var son till greven och riksrådet Claes Ekeblad den äldre och dennes hustru Hedvig Mörner, och han var bror till Claes Ekeblad den yngre.

## Biografi
Claes Christoffer Ekeblad föddes 1709 i Elbing och blev redan den 26 oktober 1719 antagen som student vid Uppsala universitet. Den 21 september 1725 blev han rustmästare vid Västgöta-Dals regemente och den 15 juni 1726 förare vid Livgardet. Hans karriär gick vidare och den 22 februari 1729 fick han officersfullmakt som löjtnant vid Upplands regemente. Han befordrades den 9 januari 1733 till kapten. Lite mer än 10 år senare, den 2 januari 1744 utnämndes han till major vid regementet.
Den 31 maj 1756 utnämndes han till överstelöjtnant för att den 19 april 1758 förflyttas till Skaraborgs regemente. Han blev därefter den 13 juni 1769 utnämnd till överste och chef för sitt första regemente Västgöta-Dals regemente, innan han samma år bytte den tjänsten mot samma befattning i Jämtlands dragonregemente den 23 november samma år. Dock fick han avsked redan efter fem dagar den 28 november med generalmajors rang. Han avled dock mindre än en månad senare den 21 december på  Munstorps överstelöjtnantsboställe i Åsaka och han begravdes redan den 29 december i Fröslundagraven i Sunnersbergs kyrka.

### Familj
Claes Christoffer Ekeblad gifte sig den 26 augusti 1736 med grevinnan Gustaviana Barbro Oxenstierna af Korsholm och Wasa och fick med henne sex barn, fyra döttrar och två pojkar.

## Utmärkelser[1]
- Riddare av Svärdsorden - 7 november 1748